# 1294 Antwerpia
1294 Antwerpia este un asteroid din centura principală, descoperit pe 24 octombrie 1933, de Eugène Delporte.